# آنا بورتر
آنا بورتر (بالإنجليزية: Anna Porter)‏‏ (1943 في بودابست - ) روائية، وناشرة، وكاتِبة من كندا.

## الجوائز
- ضابط وسام كندا
- وسام أونتاريو